# Angels & Airwaves
Angels & Airwaves (znany również jako AVA lub A∀A) – zespół, który tworzy muzykę w gatunku rock alternatywny. Został założony przez gitarzystę i wokalistę Toma DeLonge’a, znanego z występów w zespole Blink-182.
Jak donoszą niektóre źródła, zespół powstał 24 czerwca 2005 roku, niedługo po rozpadzie Blink-182, byłej grupy Toma. Pierwszy album Angels And Airwaves (promowany takimi singlami jak The Adventure, Do It For Me Now, czy It Hurts) – We Don't Need To Whisper został wydany 23 maja 2006. Album został ciepło przyjęty przez Kanadę i Wielką Brytanię, w których otrzymał kolejno nominację do złotej i srebrnej płyty.
Aktualnie zespół pracuje nad filmem opartym na realiach II wojny światowej, które mają wpływ na ich muzykę. Jak na razie wiadomo, film ma być stworzony za pomocą techniki CGI, oraz w filmie ma wystąpić mało znany aktor Michael Ostman (to są jak na razie pewne wiadomości).
Prawdopodobnie skrót AVA powstał też dlatego, że córka Toma DeLonge’a ma właśnie na imię Ava (wspomniał o tym sam wokalista w wywiadzie dla Top Of The Pops)
5 listopada miała miejsce premiera światowa nowego albumu AVA’y – I-Empire. Jedną z piosenek promujących nową płytę jest Everything’s Magic.
14 lutego 2010 roku, w święto Walentynek, miała miejsce premiera trzeciego albumu oraz nowego filmu stworzonego przez zespół. Projekt nosi nazwę Love i w odróżnieniu do dwóch poprzednich projektów został udostępniony w całości za darmo na oficjalnej stronie zespołu. Tom DeLonge określił Love jako „największe wydanie w swoim życiu i szczyt własnej kreatywności” zarazem porównując album do The Wall zespołu Pink Floyd.
9 grudnia 2014 roku zespół wydał kolejny album zatytułowany The Dream Walker wraz ze stworzonym do niego filmem Poet Anderson – The Dream Walker, w którym wykorzystane zostały utwory właśnie z tego albumu.

## Muzycy
Obecny skład zespołu
- Tom DeLonge – wokal prowadzący, instrumenty klawiszowe, gitara (od 2005), gitara basowa (od 2014)
- Ilan Rubin – perkusja, instrumenty perkusyjne, instrumenty klawiszowe, wokal wspierający (od 2011), gitara, gitara basowa (od 2014)

Byli członkowie zespołu
- Ryan Sinn – gitara basowa, wokal wspierający (2005–2007)
- Atom Willard – perkusja, instrumenty perkusyjne (2005-2011)
- Matt Wachter – gitara basowa, instrumenty klawiszowe, wokal wspierający (2007–2014)
- David Kennedy – gitara prowadząca, instrumenty klawiszowe (2005–2014)
- Eddie Breckenridge – gitara basowa (2014)

## Dyskografia
- We Don't Need To Whisper (2006, CD)
- I-Empire (2007, CD)
- Start the Machine (2008, DVD)
- Love (2010, CD)
- Love Part II (2011, CD)
- The Dream Walker (2014)

## Wideografia
- The Adventure (2006)
- Do It For Me Now (2006)
- The War (2006) – nie jest to oficjalny teledysk, tylko shortfilm z piosenką w tle.
- Everything’s Magic (2007)
- Secret Crowds (2008)
- Breathe (2008)
- It Hurts (2008)
- Hallucinations (2010)
- Anxiety (2011)
- The Wolfpack (2014)
- Tunnels (2015)